# Misiones Online
Misiones Online es un diario argentino de la ciudad de Posadas, ciudad capital de la provincia de Misiones. 
El matutino hoy puede ser consultado en versión digital en su sitio web, publicado bajo la dirección editorial de Marcelo Almada, con diseños gráficos de Miguel «Mike» Galmarini.
Fue fundada por el periodista Marcelo Almada y Miguel Galmarini el 10 de abril de 2000.

## Edición en internet
La versión en internet de Misiones Online fue lanzada en el año 2000. Desde entonces, el periódico no paró el aumento de su número de visitas. Las directrices editoriales que decide la actividad del periódico y que caracteriza institucionalmente se formulan en su lema: «Defendiendo los intereses misioneros».
Misiones Online ofrece a sus lectores noticias de la provincia de Misiones, Argentina y el mundo, en directo y de forma continua. 
Es miembro de la Asociación Federal de Editores de Diarios de la República Argentina (AFERA).